# Jean Meslier
 Der er for få eller ingen kildehenvisninger i denne artikel, hvilket er et problem. Du kan hjælpe ved at angive troværdige kilder til de påstande, som fremføres i artiklen.

Jean Meslier (15. juni 1664 – 19. juni 1729) var en fransk gejstlig og filosof. Han er udelukkende kendt for sit posthumt fremkomne "testamente" hvori han på trods af sin livsgerning som præst i den romersk-katolske kirke fremsætter et udpræget ateistisk og materialistisk livssyn samt et samfundsyn, som foruddiskonterer 1800-tallets utopiske anarkisme.

## Liv
Jean Meslier blev født i Mazerny i departementet Ardennes i Nordfrankrig som søn af en klædehandler. Som 14-årig kom han på et præsteseminarium og efter afslutning af studierne blev han viet som præst i den romersk-katolske kirke. I 1689 blev han sognepræst i Étrépigny, ikke langt fra sin fødeby. Her levede og virkede han fuldstændig ubemærket – bortset fra en enkelt offentligt uoverensstemmelse med den lokale adelsmand – til sin død i 1729. Han førte et meget spartansk liv og gav alt, hvad han kunne undvære, til de fattige.
Ved Mesliers død fandt man i hans hus et 633 oktavsider stort manuskript i tre eksemplarer. I dette værk giver Meslier udtryk for et gennemført materialistisk og ateistisk livssyn, hvor organiseret religion nedgøres som ”intet andet end luftkasteller”, og teologi kaldes ”uvidenhed om naturlige årsager reduceret til et system”. Samtidig indeholder Mesliers værk en samfundskritik, hvor han stærkt nærmer sig en utopisk anarkisme.

## Værk
Titlen, som Meslier gav sit værk, er i sin fulde længde Redegørelse for sognepræst til Étrépigny og Balaive, pastor Jean Meslier´s tanker og meninger om en del af vildfarelserne og misbrugene ved menneskenes opførsel og regering, hvor man ser klare og indlysende beviser på tomheden og falskheden af alle guddommene og af alle verdens religioner, for at være henvendt til hans sognebørn efter hans død og for at tjene til vidnesbyrd om sandheden for dem og alle deres lige. Værket er således henvendt til Mesliers sognebørn og deres medmennesker. På grund af den posthume fremkomst er værket ofte senere blevet omtalt som Mesliers testamente.
Meslier afviser ikke blot eksistensen af det konventionelle kristendoms gud, men også af det mere almene gudsbegreb, som netop på hans tid blev forfægtet af bl.a. deismens grundlægger, Herbert of Cherbury. For Meslier var det ondes eksistens uforeneligt med ideen om en algod og alvis gud. Han benægtede at lidelse kunne have nogen åndelig værdi og argumenterede imod deismens ide om den af Gud skabte perfekte verden ved at påvise den ondskab, som samme gud tillod i verden.
Meslier betragtede religion som noget, der er opdigtet af de herskende klasser. Ganske vist havde de tidligste kristne vist et godt eksempel ved at være fælles om deres ejendom, men kristendommen var for længst degenereret til blot at befordre accepten af lidelse og underkastelsen under tyranniet, således som det blev praktiseret af kongen af Frankrig. Uretfærdighed blev forklaret som den alvise Guds vilje.
Ingen af Mesliers argumenter imod Guds eksistens var originale. Han havde hentet dem alle fra teologiske skrifter, som fremkom i debatten mellem jesuitter, cartesianere og jansenister. Disses manglende evne til at enes om et bevis for Guds eksistens blev af Meslier benyttet som en god grund til ikke at mene, at der fandtes overbevisende grunde til at tro på Gud.
Mesliers filosofi var ateistisk. Han benægtede også eksistensen af sjælen og affærdigede tanken om en fri vilje. I kapitel 5 af sit værk skriver han: Hvis Gud er ubegribelig for mennesker, så forekommer det fornuftigst aldrig at tænke på ham overhovedet. Meslier fortsætter dog med at tænke på Gud på yderligere nogle hundrede sider, hvor han bl.a. argumenterer for, at antagelsen af en gud ikke er en forudsætning for at være i besiddelse af moral. Hans konklusion hvad dette angår, er, at uanset om Gud eksisterer eller ikke, så vil menneskers moralske pligter altid være de samme så længe mennesket har sin egen natur.
I det mest kendte citat fra Mesliers værk refererer han til en person, som ønskede, at alle store mænd i verden og alle adelige kunne blive hængt i præsternes tarme. Han medgiver, at dette udsagn kan virke råt og chokerende, men mener dog, at dette er hvad adelen og præsterne fortjener, ikke på grund af hævn og had, men af kærlighed til retfærdighed og sandhed. Citatet gengives oftest i Diderots version: Lad os hænge den sidste konge i tarmene af den sidste præst.
Meslier angreb også social uretfærdighed med stor voldsomhed, og skitserede i sit værk en slags proto-kommunisme eller anarkisme. Han betragtes da også af nogle som den første rigtige anarkist. Alle mennesker i et område skulle ifølge Meslier høre til en kommune, i hvilken de alle arbejdede, og hvor der var fælleseje. Funderet på kærlighed og broderskab ville de enkelte kommuner indgå i fællesskaber med hinanden for at hjælpe hinanden og for at bevare freden.

## Værkets senere skæbne
Da Mesliers manuskript blev fundet efter hans død, blev det forsøgt undertrykt af de kirkelige myndigheder, men på trods af dette fremkom der snart forskellige trykte udgaver af teksten. På grund af det oprindelige manuskripts store omfang og Mesliers noget snørklede stil, var der tale om uddrag, som ofte også omfattede materiale, der ikke stammede fra Meslier.
Voltaire nævner ofte Meslier i sine breve, hvor han bl.a. opfordrer sin datter til at læse Mesliers værk igen og igen, og mener, at enhver hæderlig mand bør have Mesliers testamente i sin lomme. Voltaire udgav sin egen ”rensede” version med titlen Extraits des sentiments de Jean Meslier i 1762. Voltaire ændrede i sin udgave hovedsigtet i Mesliers argumentation, således at han i højere grad kom til at fremstå som deist – ligesom Voltaire var det selv – end som ateist.
En anden bog med titlen Le bon sens du Curé Jean Meslier, som blev udgivet anonymt i 1772, blev længe tillagt Meslier, men er i virkeligheden skrevet af Baron d'Holbach.
En fuldstændig udgave af Mesliers værk udkom første gang i Amsterdam i 1864. Den første tyske oversættelse af værket i sin helhed kom i 2005 og den første engelske i 2009. På dansk findes et kommenteret uddrag udgivet af Leif Nedergaard i 1989.

## Mesliers betydning
Mesliers ”testamente” gør ham til en fremragende repræsentant for den begyndende oplysningstid. I nyere tid er Meslier den første, som hævder en kompromisløs ateisme, og samtidig udvikler han en strikte materialisme og en samfundsmodel, som er præget af anarkistiske og socialistiske tanker.

## Enkelthenvisninger
1. ↑  Navnet er anført på engelsk og stammer fra Wikidata hvor navnet endnu ikke findes på dansk.
2. ↑  George Woodcock: Anarchism, p. 36, Pelican Books, London 1963